# دنيس كرولي
دنيس كرولي (بالإنجليزية: Dennis Crowley) (و. 1976 – م) هو رجل أعمال من الولايات المتحدة الأمريكية، وهو مؤسس تطبيقي Dodgeball و Foursquare.

## التعليم
تعلم في جامعة سيراكيوز، وجامعة نيويورك، ومدرسة تيش العليا للفنون.

## روابط خارجية
- دنيس كرولي على موقع قاعدة بيانات برودواي على الإنترنت (الإنجليزية)